# Loge de Saragosse
La Loge de Saragosse ou Bourse (Lonja de Zaragoza) est un édifice civil de style Renaissance construit dans la première moitié du XVIe siècle à Saragosse destiné aux activités économiques et commerciales de la ville. Aujourd'hui le bâtiment sert de salle d'expositions pour la commune.

## Historique
L'édifice a été construit entre 1541 et 1551 à la demande de Don Hernando de Aragón (1498-1575) qui voulait doter la ville d'un lieu public où les marchands pouvaient se réunir pour leurs transactions commerciales. Il a été édifié suivant les plans de l'architecte et maître d'œuvre Juan de Sariñena (es) (Joan de Sarinyena (ca)) et sous le contrôle d'une commission commanditée par le conseil municipal et présidée par Don Hernando de Aragón.
La Loge de Saragosse a été protégée au titre des monuments historiques en 1931.

## Architecture
C'est le bâtiment le plus important de la Renaissance en Aragon . Il a également été le premier à adopter ce style, influencé par les palais florentins du Quattrocento italien, mais avec les nuances du style mudéjar aragonais. On peut l'observer dans la décoration de portraits en plâtre polychrome.
Le matériau de construction est la brique, qui est commune dans l'architecture aragonaise, où elle n'est pas considérée comme un matériau pauvre mais couramment utilisée sous l'influence de l'art islamique. On peut l'observer, en particulier, dans le palais de l'Aljaferia et les monuments mudéjar .
L'édifice a été construit selon un plan rectangulaire. Si l'élévation extérieure des façades est structurée en trois niveaux, le volume intérieur n'a qu'un seul étage. La voûte est encore de style gothique.

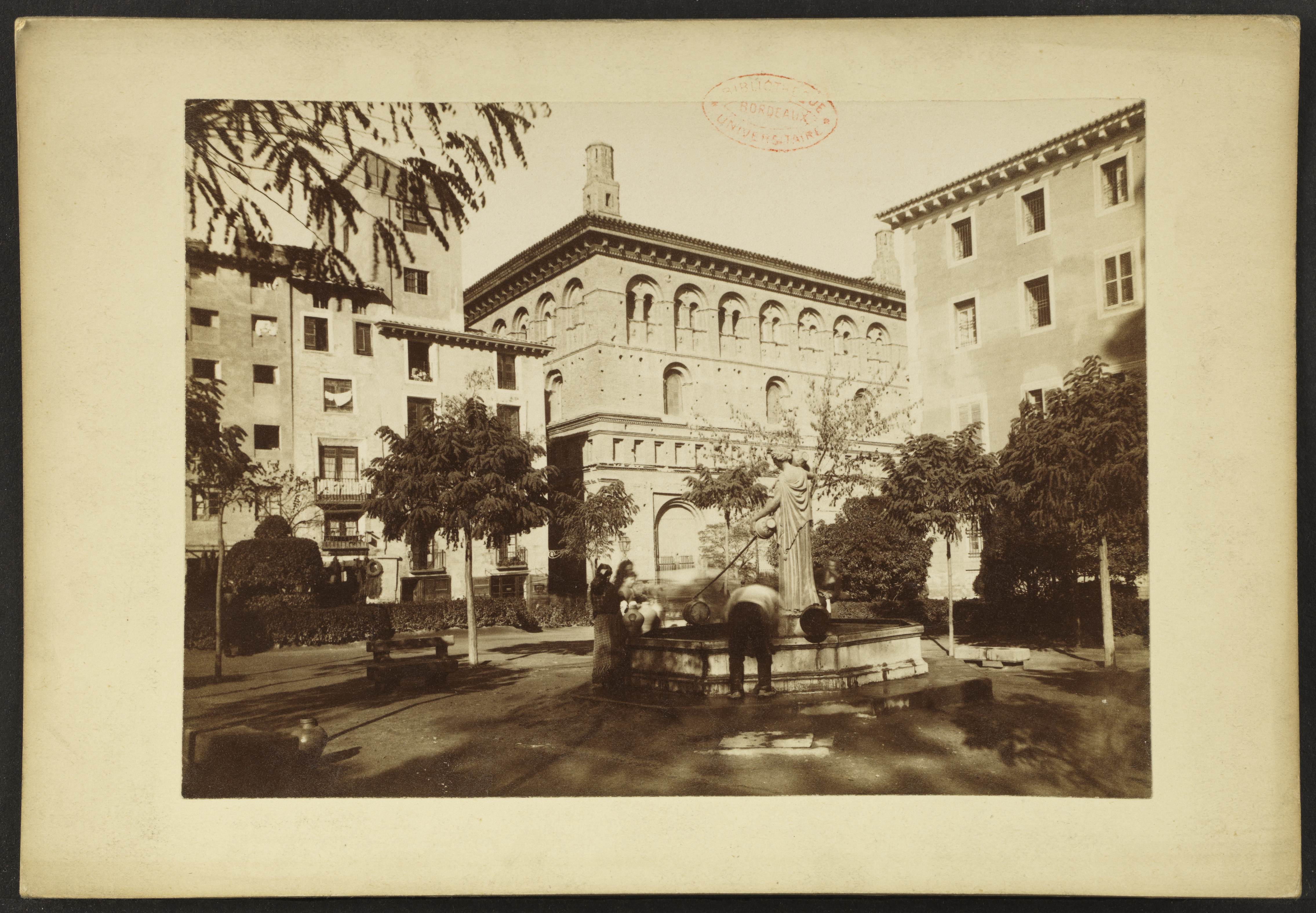
La Lonja photographiée par Jean-Auguste Brutails
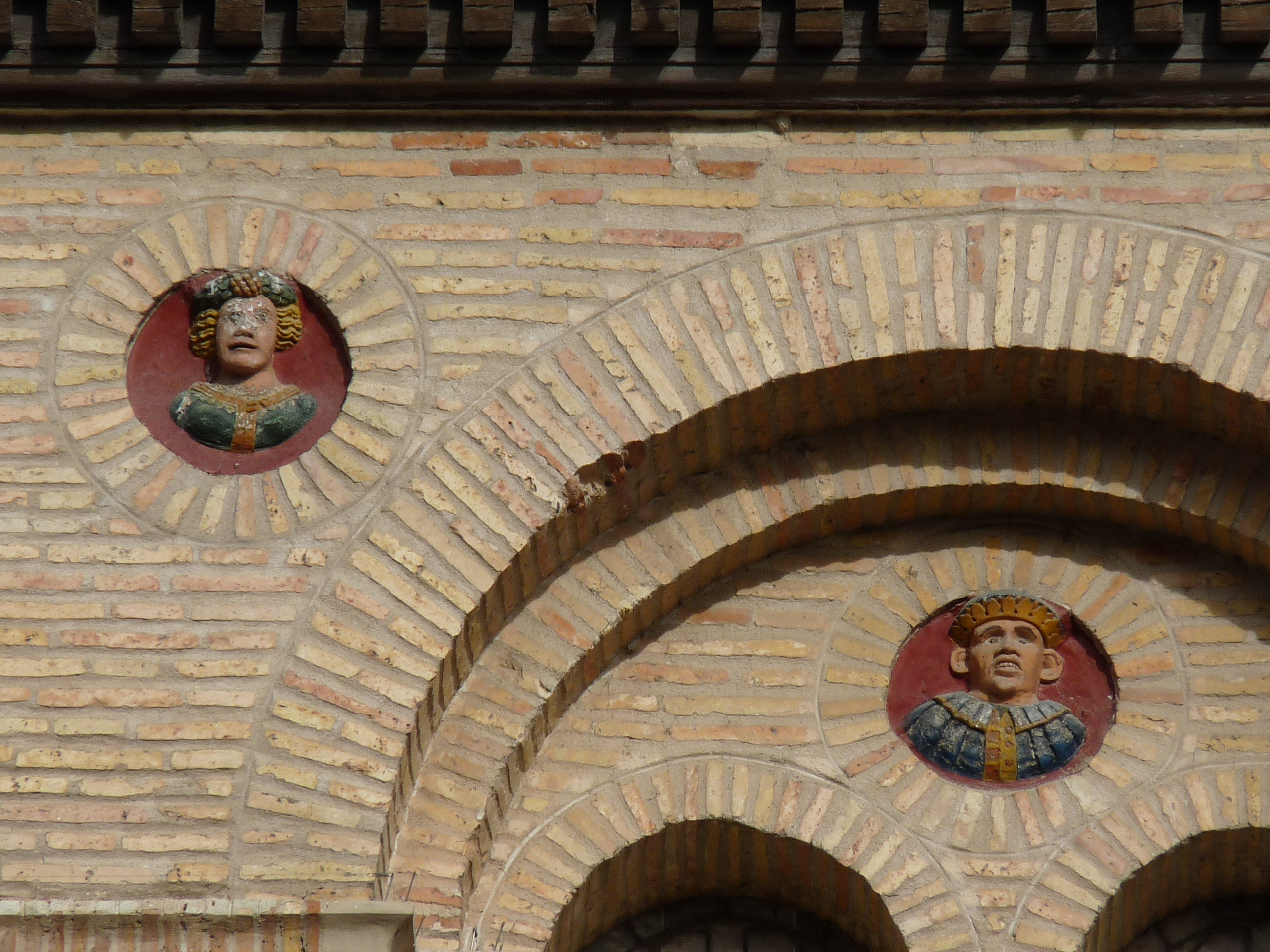
Décoration de portraits en plâtre polychrome de la façade
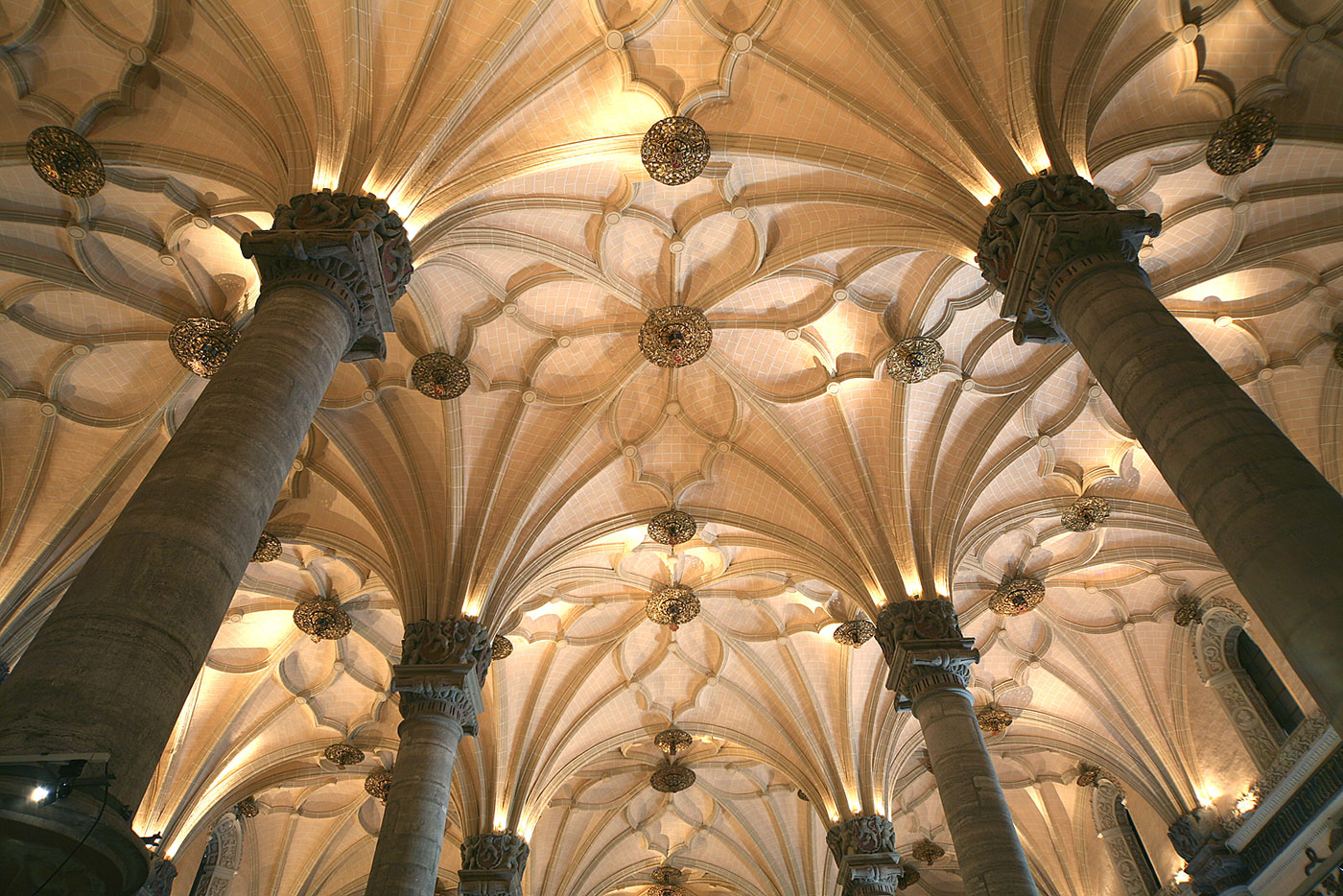
Voûte de la Loge

## Source
- (ca) Cet article est partiellement ou en totalité issu de l’article de Wikipédia en catalan intitulé « Llotja de Saragossa » (voir la liste des auteurs).